# Bygdin
Bygdin je jezero v norském pohoří Jotunheimen. Úroveň hladiny je regulovaná a její nadmořská výška se běžně pohybuje mezi 1048 a 1057 m. Vodní plocha jezera je 46 km². Jezero je úzké, jeho délka je 25 km. Největší hloubka v jezeře je 215 m.

## Vodní režim
Z jezera vytéká řeka Vinsteråni, pokračuje přes jezera Vinstervatna a Vinstra a vlévá se do řeky Gudbrandsdalslågen.

## Využití
Jezero tvoří v nejjižnější části pohoří. Na jeho březích se nachází velké množství turistických chat. Na západě leží Eidsbugarden, na severu Torfinnsbu a na východě Bygdin turisthytte. V létě jsou dostupné lodí, zatímco v zimě na lyžích nebo na sněžném skútru.

## Historie
V roce 1909 byl na západním konci jezera postavený pomník A. O. Vinjeovi. Stojí v Eidsbugardenu, na okraji parku, v místě, kde měl chatu. Staří přátelé a stoupenci chtěli připomenout jeho přínos k vyzdvihnutí norské přírody a zesílení norské národní identity.